# Yuta Togashi
Yuta Togashi (富樫 佑太 Togashi Yuta?), född 18 december 1995 i Tokyo prefektur, är en japansk fotbollsspelare.
Togashi började sin karriär 2014 i Huracán Valencia CF. 2015 flyttade han till FC Ryukyu. Han spelade 86 ligamatcher för klubben. 2019 flyttade han till FC Gifu.